# (4932) Texstapa
(4932) Texstapa – planetoida z pasa głównego asteroid okrążająca Słońce w ciągu 5,5 lat w średniej odległości 3,11 j.a. Odkrył ją Brian Skiff 9 marca 1984 roku w stacji Anderson Mesa należącej do Lowell Observatory. Nazwa planetoidy pochodzi od Texas Star Party – jednego z największych zlotów astronomów amatorów w USA, odbywającego się co roku w Prude Ranch w pobliżu Fort Davis.